# Chrionema
Chrionema is een geslacht van straalvinnige vissen uit de familie van baarszalmen (Percophidae).

## Soorten
- Chrionema chlorotaenia McKay, 1971
- Chrionema chryseres Gilbert, 1905
- Chrionema furunoi Okamura & Yamachi, 1982
- Chrionema pallidum Parin, 1990
- Chrionema squamentum (Ginsburg, 1955)
- Chrionema squamiceps Gilbert, 1905